# グル・ゴービンド・シング
グル・ゴービンド・シング（ラテン文字: Guru Gobind Singh、 発音、出生名: ゴービンド・ラーイ パンジャーブ語: ਗੁਰੂ ਗੋਬਿੰਦ ਸਿੰਘ, マラーティー語: गुरु गोबिंद सिंघ; 1666年12月22日 - 1708年10月7日）は11人（第11代グルはグル・グラント・サーヒブ）いるシク教のグル（尊師）の第10代グルである。彼は戦士、詩人、哲学者であった。

## 概要
ゴービンド・ラーイとして生まれ、父のグル・テーグ・バハードゥルの後を継いで、9歳の時にシク教の指導者となり、シク教の発展に大きく貢献した。特に、15世紀に初代グルのグル・ナーナクが創設した信仰の継続的な形式整備継承への貢献が大きい。
グル・ゴービンド・シングは1699年に生きている最後のシク教のグルとなり、シク教のカールサーに加入し、11代グルでありシク教の永久グルとなったグル・グラント・サーヒブ (シク教の経典) にシク教のグルを継承させた。

## 生い立ち
グル・ゴービンド・シングはビハール州のパトナにゴービンド・ラーイとして生まれた。彼の父であったグル・テーグ・バハードゥルはシク教の第9代グルであった。彼の母の名前はマーター・グジュリであった。彼は父が神の言葉を広めるため隣のアッサム州へと巡行を行なっている際に生まれた。彼は幼少時にペルシア語とサンスクリットを学び、兵法についても訓練を受けた。彼はマーター・スンダリー (マーター・ジートーとしても知られる)と結婚し、彼らはサーヒブザーダ・アジート・シング、サーヒブザーダ・ゾーラーワル・シング、サーヒブザーダ・ジュジハール・シング、サーヒブザーダ・ファテー・シングという4人の子供を儲けた。グル・テーグ・バハードゥルはカフルールの統治者から土地を購入し、1665年にアナントプル・サーヒブという都市を建設した。インド東部への父の巡行が終わると、グル・テーグ・バハードゥルは彼の家族をアナントプルに呼び寄せた。ゴービンド・ライは1672年3月にシヴァリク高原の麓にあるアナントプル (Chakk Nanakiとして知られる) に到着した。ゴービンド・ライの幼少期の教育には言語の習得と戦士としての訓練が含まれていた。彼はパトナ滞在中にヒンディー語とサンスクリットの習得を始めた。アナントプル・サーヒブでは、彼はサーヒブ・チャンド (Sahib Chand) の指導のもとパンジャーブ語の習得を、カーズィー・ピール・ムハンマド (Qazi Pir Mohammad) の指導のもとペルシア語の習得を始めた。

## アナントプルからの離別と帰還
1685年4月、グル・ゴービンド・シングはラージャ・マート・プラカーシュの招きに応じて自身の住居をシルマウルにあるパオンター・サーヒブに移した。シルムール州の地名集によると、グル・ゴービンド・シングはBhim Chandとの決裂のためにアナントプル・サーヒブを離れることを強いられ、トカへと移動した。トカから、彼はマート・プラカーシュが統治するシルムールの首都であったナハンを訪れた。彼はナハンからパオンター・サーヒブへと移った。マート・プラカーシュがグルを彼の王国に招いた理由はガルワール王国のラージャ・ファテー・シャーに対する彼の地位を強化するためであった。ラージャ・マト・プラカーシュの要請を受け、グルは自身の支持者の助けを借りてパオンター・サーヒブに要塞を短期間で建設した。グルはパオンター・サーヒブに約3年滞在し、7つの聖典を書き上げた。
ナハンの王とガルワールの王ファテー・シャーの間の敵対関係はパオンター・サーヒブ滞在期間の後半期に激しさを増し、最終的にパオンター・サーヒブ付近のバガーニーの戦いとして現れることとなった。Fateh Shahは1688年9月18日に攻撃を開始、戦いはグルの勝利に終わった。1687年のナードゥンの戦いでは、アリフ・ハーン軍と彼の側近はBhim Chandとグル・ゴービンド・シング、その他のラジャ連合軍に敗れた。Bichitra NatakとBhatt Vahisによると、グル・ゴービンド・シングはビアース川の岸辺にあるナードゥンに8日間とどまり、様々な重要な将軍を訪問した。Bhanganiの戦いが終わった後しばらくして、ビーラスプルの後家女王であったラニ・チャンパ（Rani Champa）はグルにアナントプル・サーヒブ (Chakk Nanaki) への帰還を要請し、グルは了承した。彼は1688年11月にアナントプル・サーヒブに到着した。
1695年、ムガル帝国においてラホールを治めていたディラーワル・カーン (Dilawar Khan) は彼の息子にアナントプル・サーヒブを攻撃するよう命じた。ムガル帝国軍は敗れ、息子のフサイン・カーン (Hussain Khan) は戦死した。フサインの死後、ディラーワル・カーンは彼の側近であるジュジハール・ハーダとチャンデル・ライ (Chandel Rai) をシヴァリク高原へと送り込んだ。しかし、彼らはジャスワールのガジュ・シングに敗れた。丘陵地帯の開発はムガル帝国の君主アウラングゼーブの懸念を引き起こすこととなり、彼はシヴァリク高原におけるムガル帝国の権威を取り戻すため自身の息子が率いる軍を送り込んだ。

## カールサーの建設

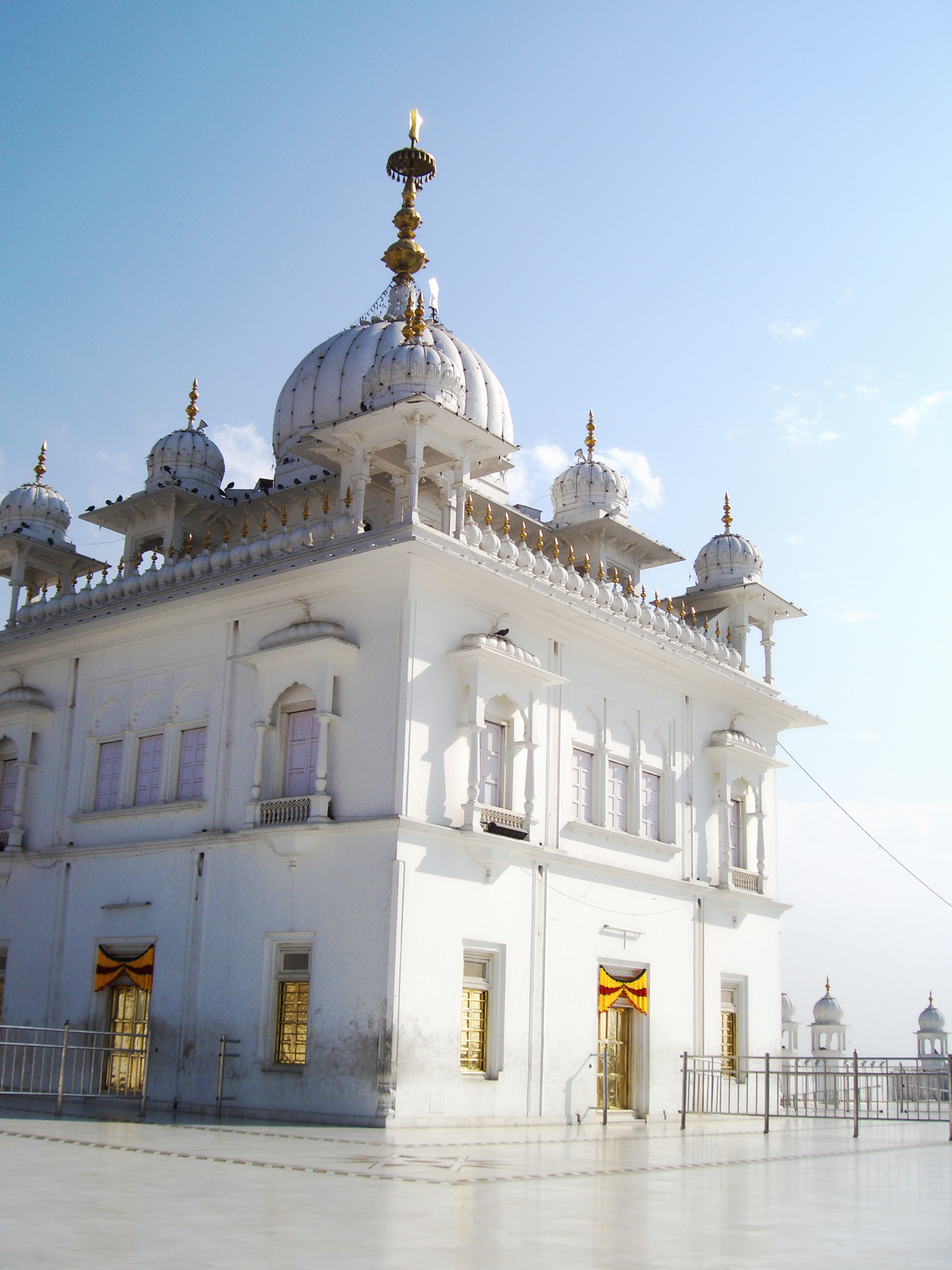
カールサーが生まれたパンジャーブのアナントプル・サーヒブにあるタクト・スリー・ケーシャガル・サーヒブ・グルドワーラー (シク教の寺院)

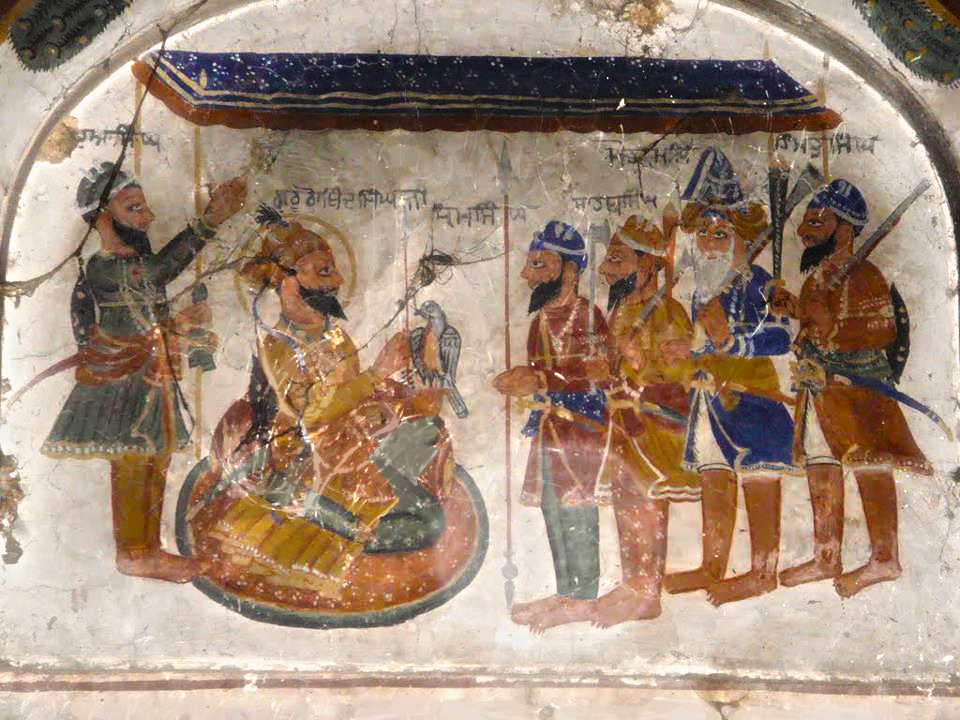
グル・ゴービンド・シング・ジとパンジ・ピヤーレーが描かれた年代物の壁画。Bhai Than Singhがマハーラージャ・ランジート・シングの治世に建設した、放棄されたグルドワーラーの中で発見された。

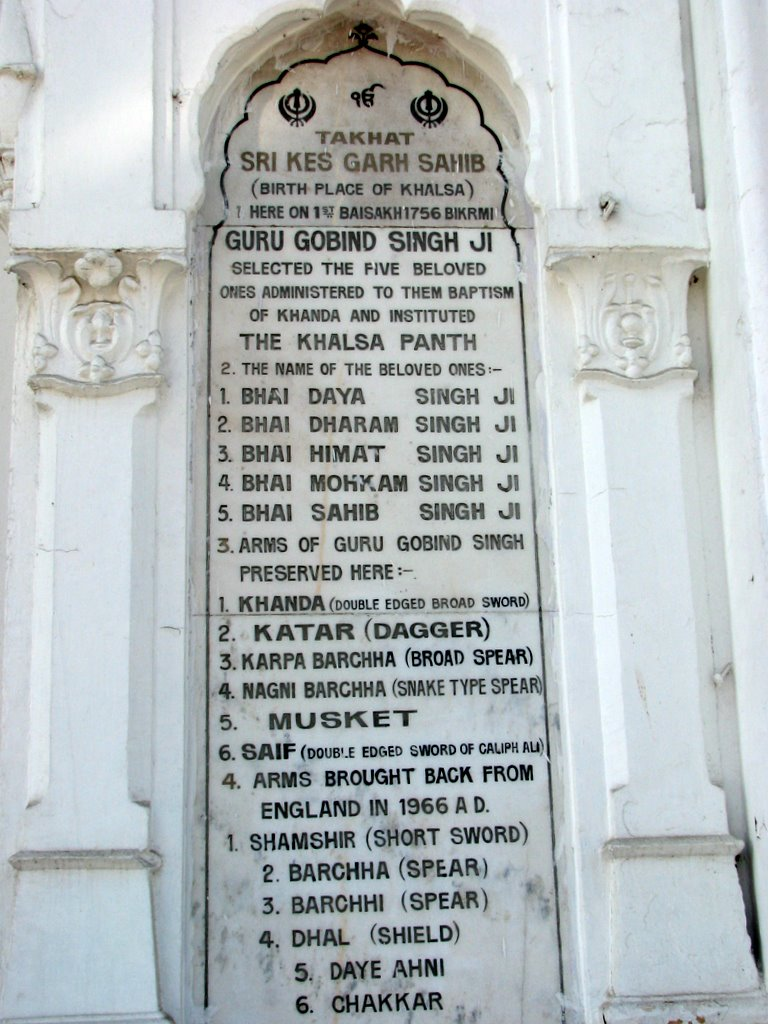
カールサーの誕生地である、バイシャークのタクト・シュリー・ケーシャガル・サーヒブにあるカールサーの5人の名前を記した碑文（ヴィクラマ暦1756年）。

1699年、グル・ゴービンド・シングは自身の支持者に対してフカム・ナーマ (権威の書) を贈り、アナントプル・サーヒブにヴァイサーキー (毎年行われる収穫祭)の日であった1699年4月13日に集まるよう求めた。彼は小さな丘に張られた小さなテント (現在はケーシャガル・サーヒブと呼ばれている) の入口から群衆に面会した。彼は初めに、皆に対し自身は皆にとって何であるか？と尋ねた。皆が「あなたは我らのグルだ」と答えた。彼は皆は何であるか？と重ねて問い、皆が「我らはあなたのシク教徒だ」と答えた。彼らのこの関係を思い出させながら、彼は今グルは自身のシク教徒から何かを必要としていると言った。皆が、「Hukum Karo, Sache Patshah」 (我らに命じよ、尊師よ)と答えた。その後彼は剣を抜いて、喜んで自身の頭を犠牲にする有志を募った。誰も彼の最初の呼びかけに答えず、2回目の呼びかけにも答えなかったが、3回目の呼びかけに対し、ダヤー・ラム (後にバイー・ダヤー・シングとして知られる) が進み出て彼の頭をグルに提供した。グル・ゴービンド・ライは有志を伴ってテントの中に入った。グルは彼の剣から滴る血とともに群衆のもとに戻った。彼は別の頭を要求した。さらにもう一人の有志が前に進み出て、彼とともにテントに入った。グルは再度彼の剣に血を滴らせながら出てきた。これはその後3回繰り返された。その後、5人の有志が新品で無傷の服を着てテントから出てきた。
グル・ゴービンド・シングは鉄の容器に真水を注ぎ、Patasha (パンジャーブ地方の甘味料) をこれに加え、アディー・グラントの朗読とともに自身の諸刃の剣でかき回した。彼は甘味料の入った水と鉄を混合したものをアムリタ (甘露) と呼び、5人の有志に投与した。自身の命をグルに喜んで捧げた彼ら五人はグルによりパンジ・ピヤーレー (5人の愛する者) の称号を与えられた。ダヤー・ラム、ダーラム・ダス (Dharam Das、バイー・ダーラム・シング)、ヒンマト・ライ (Himmat Rai、バイー・ヒンマト・シング)、モフカム・チャンド (Mohkam Chand、バイー・モフカム・シング)、サーヒブ・チャンド (Sahib Chand、バイー・サーヒブ・シング)の5人は初の (洗礼を受けた) カールサーのシク教徒であった。
グル・ゴービンド・シングはその後カールサーの決起の言葉となるフレーズを唱えた。「Waheguru ji ka Khalsa, Waheguru ji Ki Fateh」 (カールサーは神の物である。勝利は神の物である。) 彼は彼ら全員にシング (獅子) という名前を与え、彼らを洗礼を受けたシク教徒の母体であるカールサーとして指名した。グルは一同の前に跪いて5人を仰天させ、彼らに対して順に、カールサーにおいて、彼らと対等な立場で加入させて欲しいと求めた。従って、グルは新しい秩序の6人目のメンバーとなり、彼の名前はゴービンド・シングとなった。

今日、カールサーのメンバーはグル・ゴービンドを彼らの父とみなしており、マタ・サーヒブ・カウルを彼らの母とみなしている・「パンジ・ピアレ (Panj Piare)」は初の洗礼を受けたシク教徒であり、カールサーの同胞の最初のメンバーとなった。女性もまたカールサーに入るようになり、カウル (姫)の称号が与えられた。グル・ゴービンド・シングは聴衆に対し次のように述べた。
| 「 | 今より以後、あなたはカースト外となる。ヒンドゥー教やイスラム教の儀式を行う必要はないし、あらゆる種類の迷信を信じる必要もない、ただ人の前において神が全ての者の主人かつ保護者であり、唯一の創造主であり破壊者である。新たな秩序において、最低のことは最高に位置し、他人とはbhai (兄弟)となる。もはや巡礼は必要ではなく苦行も必要ないが、家庭の真の生活として、ダルマの呼びかけにいつでも身を捧げる用意を行う必要がある。女性はすべての面で男性と対等であるべきである。女性にプルダ (ヴェール) にもはや必要ではなく、配偶者の火葬に際し、寡婦が火に飛び込む (サティー) 必要もない。自身の娘を殺した者については、カールサーは加入を認めない。 | 」 |

5つのK
- ケーシュ（英語版）: 伸ばした髪は神が意図する姿の受容に対するシンボルである。
- カンガー（英語版）: 木製の櫛、人々の身体と魂を清浄に保つシンボル
- カラー（英語版）: 前腕に嵌める鉄の腕輪、人に良きことを行うよう導き自己防衛にも使用される。
- カッチェラー（英語版）: 高潔な人生を歩み、レイプもしくはその他の性的搾取をやめることを人に思い出させる下着
- キルパーン（英語版）: 自身を守り、宗教、人種、信条によらず他人を保護する剣

| 「 | 喫煙は不浄であり有害な習慣であるから、あなたは誓ってやめるだろう。あなたは戦争の武器を愛し、優れた馬人、射手、剣や槍の使い手であろうとするだろう。物理的な武勇は精神的な感受性として、あなたにとって神聖なものであるだろう。そして、あなたはヒンドゥー教徒とムスリムの架け橋として行動し、カースト、人種、出身国、信条の差別なく貧しき者に尽くす。私のカールサーは常に貧しき者を守り、「デーグ」 - もしくは内部の地域社会 - はテーグ -剣と同様にあなたの命の不可欠な一部分となるだろう。そして、今より以後、男性のシク教徒は自身をシングと呼び、女性のシク教徒は自身をカウルと呼ぶ。そして、互いに「Waheguruji ka Khalsa, Waheguruji ki fateh」 (カールサーは神の物である。勝利は神の物である) と挨拶をする。 | 」 |

シク教の指導者の幾人かは未だクシャトリヤ・ヴァルナ出身であったが、グルの行動により18世紀から19世紀にシク教の強さはインドの社会において3から5番目となったことは間違いなかった。初のアムリタの儀式にある興味深い表現として、2羽の死んだ鷹を描いた絵画がある。この2羽の鷹は地面に仰向けに倒れており、彼らを殺した2羽の鳩はアムリットの器の上に座っている。象徴的に、鳩のようなシク教徒は彼らの傍にいる好戦的な人々をもって鷹の力を得たことを表している。
グル・ゴービンド・シングのカールサーに対する敬意は彼の詩の一節にはっきりと現れている
| 「 | すべての戦いにおいて、私は圧力に対し勝利した。 私は人々の捧げた支援をもって戦った。 彼らを通して初めて私は才能を授かることができ、 彼らの助けを借りて、私は危機を脱してきた。 彼らシク教徒の愛と寛容は 私の心と家を豊かなものとした。 彼らの思いやりを通して私はすべてのことを学んできた。 彼らの助けを借りて、私は戦いにおいて敵を屠ってきた。 私はそれらを提供するために生まれたのであり、それらを通して私は著名になった。 彼らの親切心と助けがなかったならば、私は何であったのだろうか？ 私のような取るに足らない人間は何百万人といる。 真の奉仕とはこれらの人々の奉仕なのだ。 私はより高位のカーストの他の人々に提供するほど偏ってはいない。 施しは現世と来世で実を結び、 もしこのような価値のある人々に与えられたならば、 すべての他の犠牲や施しは無益なものとなる。 つま先からつま先まで、私が自身のものであると呼ぶすべてのものに対し、 私が所有し運用する物をこれらの人々に捧げる。 | 」 |

## シヴァリク高原のラジャとの対立
軍事司令部であるカールサーの形成によりシヴァリク高原のヒンドゥー教のラージャとうまく行かず、彼らはこの地方からグルを排除するために動いた。しかし、1700年 - 1704年に行われた彼らの遠征は失敗に終わった。
高原の地主たちの内の二人であるBalia Chandとアリーム・チャンドはグルが狩猟の遠征に出た際、グルに奇襲を仕掛けた。戦闘が続く間、アリーム・チャンドはなんとか脱出したが、Balia Chandはグルの側近ウデ・シングに殺された。
シク教の力の台頭を試すための試みが数回に渡って失敗した後、高原の地主はムガル帝国の統治者の助けを仰いだ。デリーにいたムガル帝国の王は将軍のDin BegとPainda Khanに対しそれぞれ5000人の兵を持たせて軍を送り込んできた。ムガル帝国軍は高原の地主たちによる連合軍に参加する形となった。しかし、彼らはグルの軍を破ることに失敗し、Painda Khanは第一次アナントプルの戦い (1701年)で死亡した。
グルの影響力の増大を懸念して、複数の高原に住むラージャが状況に関し議論するためビラースプルに集まった。Bhim Chandの息子、カフルールのラージャ・Ajmer Chandはグルの勢力増大を抑えるため連携をとることを提案した。これを受け、ラジャたちは連合軍を結成し、アナントプルへと進軍した。彼らはグルに対し、アナントプル (Ajmer Chandの領地内にあった) に対する貸借料を支払い、土地を立ち退くよう求める内容の手紙を送付した。グルは、土地は彼の父によって購入されたものであり、故に彼の所有下にあると主張した。これを受け、1701年から1704年まで戦闘が行われた。高原のラジャたちはJagatullahが指揮する大規模なグルジャルに参加した。Duni Chandはグルを援護するためマージュハ地方から500名の男を率いて参戦した。グルを支援するため、他の地域からも援軍が到着した。第二次アナントプルの戦いとして知られるこの衝突は高原のラージャたちの撤退に終わった。
その後、高原のラージャたちはグルとの平和協定の交渉を行い、グルにアナントプルを出て行くよう求めた。これを受け、グルはNirmoh村へと移った。Nirmohが要塞化されていないことを見て取ったラージャ・Ajmer Chandとカーングラのラージャはグルのキャンプに攻撃を仕掛けた。しかし、彼らはグルを破ることができなかったため、ラージャ・Ajmer Chandはムガル帝国におけるシルヒンドとデリーの地方君主に使節を派遣し、グルに対する助けを仰いだ。シルヒンドの地方君主であったワズィル・カーンの軍が高原のラージャを支援するために到着した。ワズィル・カーン軍による攻撃はグルに対し、グルに対し好意を示していたBasoliへの撤退を強いた。
Basoliで数日を過ごした後、グルはアナントプルへの進軍を開始し、地方のラージャは彼と和平を結ぶことを決断した。しかし、2年後にはラージャとグルの間の敵対が再度噴出した。ラージャ・Ajmer Chandはナラガル、チャンバ、ファテープルと同盟軍を結成し、1703年〜1704年にかけアナントプルを攻撃した。彼らは三度目のアナントプルの戦いでもグルを追い払う事ができず撤退した。
高原のラージャから援軍の請願が繰り返されたことで、ムガル帝国はSaiyad Khanを大将とする軍を派遣した。Saiyad KhanはPir Budhu Shahの義理の兄弟であり、Pirはグルを高く称賛した後グルの側へと寝返った。ラムザン・カーンは帝国軍の指揮を取り、1704年3月に高原のラージャ達と共同でアナントプルへと攻め込んだ。1年の収穫期に当たる時期であり、グルの支持者の大部分は彼らの家へと戻っていた。グルはムスリムの支持者であったMaimun KhanとSaiyad Begに支援を受けたが、相手の軍に数で上回られたことで、アナントプルを明け渡すことを決断した。ムガル帝国軍は市内で略奪を行った後、シルヒンドへと戻った。彼らは戻る途中でグルの軍による奇襲を受け、グルの軍はアナントプルから強奪された戦利品を再び取り戻した。グルはその後再びアナントプルに戻った。

### アナントプルからの撤退
高原の地主たちはその後ムガル帝国の君主アウラングゼーブにパンジャーブ地方の君主であったワズィール・カーンを通して接近、シク教徒征服の支援を受けることを決断した。彼らの覚書はグルがカールサーという新しい秩序を設立していると述べていた。
| 「 | 私たち皆が大事にしてきた信念や習慣に反対する者がいます。彼 (ゴービンド・シング) は私達に彼は帝国に対して深い恨みを募らせており、ムガル帝国と戦うため手を組むよう求めて来ました。私たちはこれを拒否しましたが、大きく迷惑を被り困惑しています。彼は現在国中から男性や武器を集めてムガル帝国に対抗しようとしています。私たちは彼を抑えることができませんが、陛下の忠臣として、私たちは彼をアナントプルから追い出し、陛下の足元で雑草が成長することを許さないよう、陛下の支援を求めています。さもないと、彼はデリーへの侵攻を意図しているため、帝国全体にとって恐ろしい脅威となることでしょう。 | 」 |

ラージャ・Ajmer Chandの請願により、ムガル帝国の君主はシルヒンド、ラホール、カシミールの君主にグルに攻撃を開始するよう命令を下した。ムガル帝国軍はその地域のRangharとグルジャルにいた高原のラージャたちの軍に参加した。グルもまた戦いの準備を行い、彼の支持者がマージュハ、マールワー、ドーアーバー、その他の地域からアナントプルへと集まってきた。
帝国軍は1705年にアナントプルを攻撃し、市周辺に包囲網を敷いた。包囲を開始して数日後、ラージャ・Ajmer Chandはグルに自身の使節を送り、包囲を解くかわりにグルはアナントプルから撤退するよう求めた。グルはこの要求を拒んだが、彼の支持者の多くは食料やその他の物品の不足に苦しんでおり、グルに要求を受け入れるよう願い出た。より多くの支持者がグルにAjmer Chandの要求を受け入れるよう迫ったことで、グルはアナントプルの明け渡しを迫るAjmer Chandに対し、連合軍が第一に彼の国庫とその他の財宝を市外へと持ち出すことを許可するならば受けるとの返答を送った。連合軍はこの要求を受け入れた。グルは彼らの誠実さを試すために、要塞の外に荷物をウシに荷物を載せたキャラバンを送った。しかし、連合軍は財宝を強奪するため、キャラバンに攻撃を仕掛けた。彼らはキャラバンが何も財宝を持っていなかったことに気づいて失望した。グルはこれを受けてアナントプルを明け渡さないことを決断し、連合軍からのいかなる要求も拒むようになった。
最終的に、ムガル帝国のアウラングゼーブはグルに対し、クルアーンの名のもとに、グルと彼の支持者はグルがアナントプルを明け渡すことを決断した場合、安全な通過を許可すると誓った内容の、自らが署名した手紙を送った。彼の支持者や家族に強い圧力をかけられていたグルはこの要求を受け入れ、1705年12月20〜21日にアナントプルを明け渡した。
彼らがアナントプルを離れた最初の夜、グルの分隊は帝国軍により攻撃を受けた。複数の交戦を交えた後、グルと彼の支持者はSirsa河畔にたどり着いた。一行は洪水が起きていたSirsa (Sarsa) 川を渡る間に散り散りになってしまった。グルの母と彼の幼い二人の息子、ファテー・シングとゾーラーワル・シングは本隊から離れて迷い込んだ。老齢のグルの執事であったGanguは彼らを自身の村であるケーリーまで護衛した。彼の妻マーター・ジートーは別の分隊におり、この分隊にはマーター・サーヒブ・カウルもいた。この分隊はジャワハル・シング (Jawahar Singh) によりデリーまで護衛を受けた。川の氾濫により、グルの支持者の何人かは亡くなった。
グルは二人の年長の息子及び他のシク教徒とともに、なんとか川を渡り終え、Ghanaula村に到着した。彼はBachitar Singhの下に、ループナガルへと進むよう百人の支持者部隊に指示を出した。グルは残った支持者とともに、彼の信頼する知人であったパシュトゥーン人のニハング・カーンのもとに滞在するためループナガル付近のKotla Nihangへ向けて進んだ。彼はマーチヒワーラーやラーイコートへと進み、Bur Majraで休憩をとった。グルはSirhindから大規模な騎馬隊が彼を追ってきているとの知らせを受けた。彼はチャムカウルの砦において敵の騎馬隊と対決することを決断した。
帝国軍の騎馬隊は1705年12月にチャムカウルの要塞を包囲、チャムカウルの戦いが始まった。グル・ゴービンド・シングの二人の年長の息子であったアジート・シングとジュジハール・シングは戦いで死亡した。グルは残ったシク教徒に最後の指令と、戦いで死亡することに対する準備をするよう求めた。しかし、彼の支持者はカールサーが残るためには彼の生存が必要であると主張し、グルをチャムカウルから逃す計画を立てた。サント・シングとサーンガート・シングは要塞に残ることが決まり、ダヤー・シング、ダーラム・シング、マン・シングはグルに従いチャムカウルとともに脱出の護衛をすることが決まった。グルは彼の「kalghi」 (帽子を装飾するために用いられる羽飾り) と彼の鎧を、彼と風貌の似ていたシク教徒のサーンガート・シングに与えた。サーンガート・シングはグルが使用していた最上階の部屋に陣取った。グルは夜にチャムカウルを脱出、支持者とともに行軍を開始した。次の日、いまだグルが要塞の中にいると信じていたムガル帝国軍は要塞に向けて攻撃を行い、要塞内にいたすべてのシク教徒を殺害した。
グルは彼の仲間と離れ、JandsarやBehlolpurを通ってマーチヒワーラーに到着した。ここで、彼の3人の仲間であったダヤー・シング、ダーラム・シング、マン・シングが彼に合流した。マーチヒワーラーの老齢の「マサンド」であったGulabaは彼らに避難所を提供したが、自身の安全が脅かされることを恐れた。二人のパシュトゥーン馬の商人であったNabi Khanとガーニー・カーンが彼を助けることを決めた。グルの旧友であったカーンたちはUchh村のピール (スーフィー) に変装させ、彼を安全に輿で護送した。Alam Girにおいて、ザミーンダールのNand Lalはグルを助けることを決めた。Alam Girより、グルはラーイコートへと進んだ。Silaoniにおいて、ラーイコートのムスリムの長であったRai Kalha IIIは彼を暖かく迎えたため、グルはしばらくここに滞在することとなった。
一方、グルの母Mata Gujriと彼の幼い二人の息子達はシルヒンドの君主であったワズィール・カーンに捕まった。二人の息子はイスラム教への改宗を拒んだ後に首を刎ねられ、Mata Gujriは彼女の孫の死を聞いたすぐ後に死亡した。Rai Kalhaの執事であったNoora Mahiはこの知らせをシルヒンドからグルの下へと届けた。マーター・スンダリーとマーター・サーヒブ・カウルはbhai Mani Singhにより護送されてデリーに向けて逃亡していた。

## 後年の旅

### ディナでの滞在

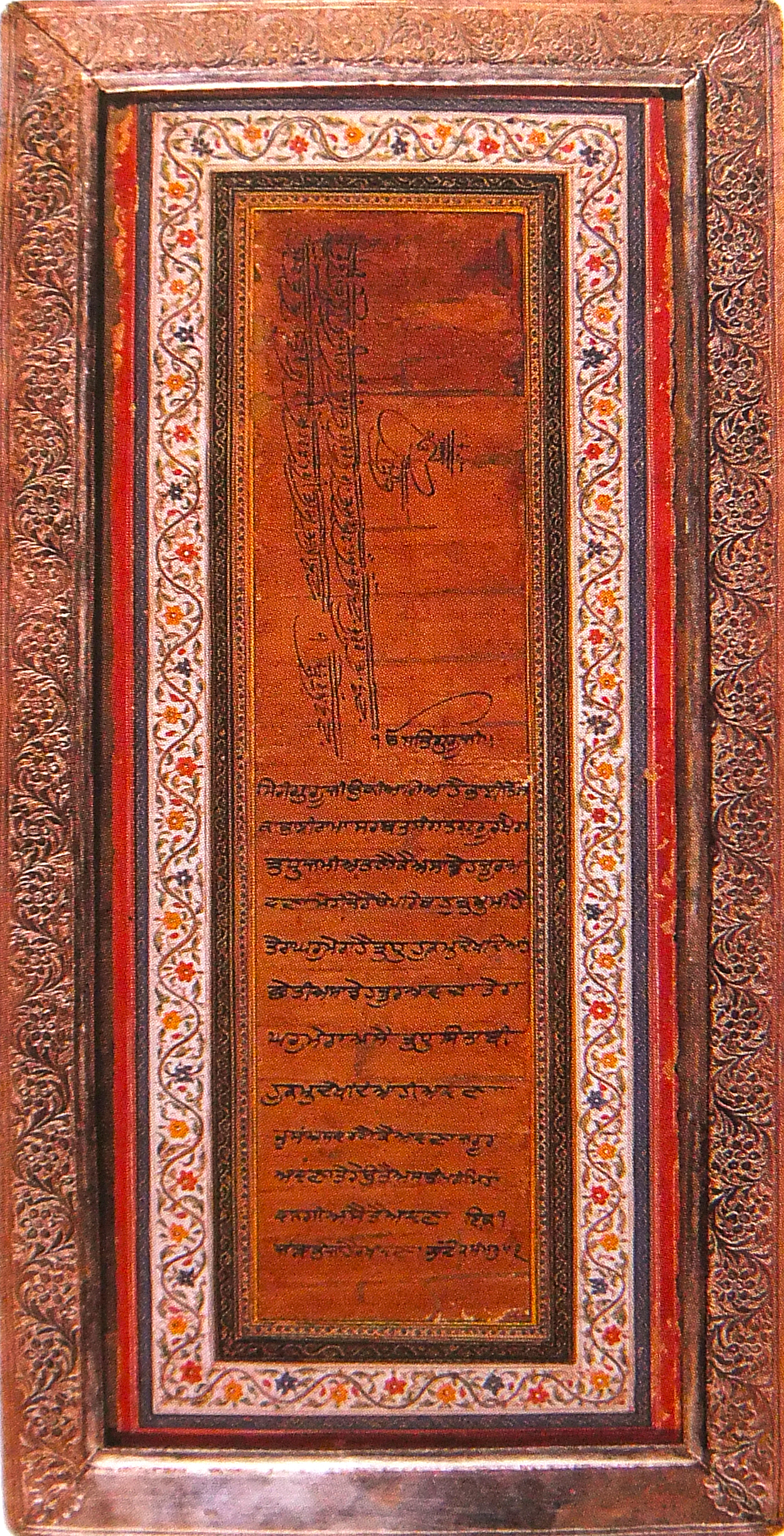
ラマとティロカに当てて書かれたグル・ジの手紙、1696年8月2日

ラーイコートはムガル帝国軍に対し抵抗を組織するには適した場所ではないと悟り、グル・ゴービンド・シングはラーイコートを離れ、Mahant Kirpal Das (バガーニーの戦いにおいて早くから参加していた)とともにヘーハルで2日を費やした。彼はその後彼の仲間であるRai Kallaが滞在するLamma Jatpuraへと進んだ。グルは3人のシク教徒とともに南方へと進んだ。道すがら、彼はManuke、Mehdiana、Chakkar、Takhtupura、Madheの各村を通過して最終的にマールワーにあるディナ (現在のモガ地区) に到着した。人々はグルがチャムカウルで死亡したと聞いていたが、彼がディナに到着した際に真実が広まった。彼はShamira、Lakhmira、Takht Mal、Rai Jodhの3人の孫、グル・ハルゴービンドの信者により、ディナで暖かく迎えられた。
ディナに滞在している間、グルはアウラングゼーブから和解の書を受け取り、アウラングゼーブは状況について議論するためデカン高原に来るよう求めた。グルは彼の父を殺していたアウラングゼーブに対し用心深かった。グルは君主の要求を拒み、「ザファルナーマー」(勝利の書) と題するペルシア語で書かれた有名な文面を執筆した。この文面において、グルはアウラングゼーブに彼の悪行を思い出させ、ムガル帝国軍の裏切り行為を非難した。彼はダヤー・シング、ダーラム・シングと護衛からなるシク教徒の集団を派遣し、アフマドナガルに滞在していたアウラングゼーブに対し手紙を送った。
グル・ゴービンド・シングはタクト・シュリー・ダムダマー・サーヒブへ移動し、パンジャーブ地方のマージュハ地域出身の40人のシク教徒集団がマーター・バーグ・カウルとともに同行してrohiと呼ばれる場所に到着した。Mai Bhagoとして知られているマーター・バーグ・カウルはグルを訪問した。彼らはグルの4人の息子と母の死に対する弔意を示し、グルとムガル帝国軍の間で和解するよう要請した。グルは彼らに対し、グル・アルジャンの殉教からアナントプルの包囲戦まで、ムガル帝国軍の残虐さを説いた。彼は彼らの態度を叱責し、そのような言動に対し恥じるよう迫った。Jatha (集団) のリーダーの一人であったBhag Singh Jabhaliaは、グルにより忠誠を誓うことは自分たちの意図する所ではないと言った。グルは、自身が彼らを呼んだのではないのであるから、彼らは放棄声明書に署名すべきであると言い、Bhag Singh Jabhaliaとその他の40人が署名した。残った35人は署名しなかった。この時、グルはワズィル・カーン率いるムガル帝国軍が進軍しているとの知らせを受けた。彼は支持者とともに、丘の側に場所と取るよう移動したが、この場所の傍には周辺地域唯一の水源があった。
この場所で、マーター・バーグ・カウルは重大な場面においてグル・ゴービンド・シングを見捨てたことに対して40人のシク教徒を非難した。この詰問により、40人のシク教徒は近づいてきたワズィル・カーン率いるムガル帝国軍と対面することとなった。1705年12月29日に起こった戦闘においては、マージュハから来た40人のシク教徒とマーター・バーグ・カウルの他、グル・ゴービンド・シングと彼に付き従っている人々もまた参加した。日没までに戦士のほとんどは殺されるもしくは重傷を負っていた。40人の内たった3人のシク教徒 (Rai Singh、Sunder singh、Mahan singh) のみが到着し、Bhag Kaurは重傷により臥せっている状態だった。彼らの願いに応え、グル・ゴービンド・シングは彼らをムクタ (解放)として祝福した。彼らの名誉を讃え、場所の名前も「Ishar sar」もしくは「Khidrana」からシュリー・ムクトサル・サーヒブに変更した。

### タクト・シュリー・ダムダマー・サーヒブでの滞在
グルはムクツァルから、Rupana、Bhander、Gurusar、Thehri Bambiha、Rohila、Jangiana、Bhai Ka Kotと移動した。Chatianaでは、ムクツァルで彼のために戦ったシドゥーが、グルが滞納金を彼らに支払わなかったためにグルの進行を止めると脅すこともあった。周辺地域からシク教徒が十分な金品を受け取ってきたため、グルはすべての滞納金を支払うことが可能となった。しかし、Brarのリーダーであったチョードリー・ダーナーは彼らを代表してグルに謝罪し、自身に対する支払いを受けることを拒否した。彼の要請により、グルはダーナーの生まれ故郷であるMehma Swaiを訪ねた。グルはラキーの樹海 (Lakhisar)を通過して彼の旅を続けた。彼が付近を通過したLakhiでは多くの人々がカールサーに加入した。
Chaudhari Dallaという地方君主はグルの自身の領地への訪問を歓迎し、タクト・スリー・ダムダマー・サーヒブ (別名:Talwandi Sabo Ki) を彼に提供した。彼は道すがらChatiana、Kot Sahib Chand、Kot Bhai、Giddarbaha、Rohila、Jangirana、Bambiha、Bajak、Kaljhirani、Jassi Bagwali、Pakka Kalan、Chak Hira Singhを通過した。グル・ゴービンド・シングは1706年1月20日にTalwandi Saboに到着し、数ヶ月間そこに滞在した。現在ではダムダマー・サーヒブ (休憩所) と呼ばれている。グルは周辺地域の村で布教活動を行い、カールサーに数名が加入した。
グルがタクト・スリー・ダムダマー・サーヒブにいると気づき、ワズィール・カーンはチョードリー・Dallaに対してグル・ゴービンド・シングを彼に引き渡すよう求める手紙を送った。しかし、ワズィル・カーンの脅し文句と報酬の約束にもかかわらず、チョードリーはこれを拒絶した。ワズィール・カーンはDeccanにいたムガル帝国の王に報告した。王はワズィル・カーンに対して書かれたDallaの手紙とを受けたと同時にグルのザファルナーマーも受け取った。彼はワズィル・カーンに対して、グルに課されているすべての制限を取り除き、嫌がらせをやめるよう命じた。
グルがアナントプルから撤退して川を渡った際に、彼の著作品は破壊されていた。彼はグル・グラント・サーヒブをBhai Mani Singhに決定した。タクト・スリー・ダムダマー・サーヒブでは数多くの詩人と学者がグルの周辺に集まり、グルのカーシー (ワーラーナシー) として知られるようになった。アナントプルで彼と離れ離れになっていたグルの妻もまたタクト・スリー・ダムダマー・サーヒブで彼に合流した。グルはこの場所で再び軍を結成し、多くのドグラーやラトーレー、シドゥーを彼の下に組み込んだ。

## アウラングゼーブの死後
グルのザファルナーマーに対する返答として、アウラングゼーブはグルと個人的に面会することを望むと回答してきた。グルはアウラングゼーブに面会するため1706年10月にデカン高原を発った。彼は当時王が滞在していたアフマドナガルへと向かう途中で現代のラージャスターン州付近を通過した。1707年3月、Baghaur (Baghor) において、彼はアウラングゼーブが死亡したとの知らせを受け、デリーを通ってパンジャーブへと戻ることを決断した。
王の死後、息子の間で後継者争いが起こった。3男のムハンマド・アーザム (Mohammad Azam, Azim) は自身が次代の王であると宣言した。2男のムアッザム (後のバハードゥル・シャー1世) は王位の正統性を主張するため、ペシャーワルから出陣した。グルの支持者であったBhai Nand Lal (以前ムアッザムの宮殿に仕えていた) はムアッザムにより書かれた手紙を彼のもとに運んだ。ムアッザムは王位を守るためグルの助けを求めており、非ムスリムに対する宗教的な寛容を政策に取り入れることを約束していた。グルはムアッザムを支援するため、Bhai Dharam Singhを将軍とする彼の支持者の一団を送った。1707年6月12日のジャージャウーの戦いにおいて、ムアッザムの軍はアーザム・シャー軍を破った。
ムアッザムはバハードゥル・シャーとして王位を継承した。会合を持つため、彼は1707年7月23日にグル・ゴービンド・シングをアーグラに招いた。グルはこれを名誉をもって受け、「Hind Ka Pir」 (インドのピール) の称号を与えられた。グルは君主と1707年11月までアーグラに滞在した。彼はドールプルを布教活動の中心地とし、デカン高原に進むまで長い間周辺地域を布教して回った。1707年11月、君主はクシュワーハーの反乱軍に対しラージプーターナーへ進軍した。彼はグルに同行を求めた。ラージプーターナーより、君主は彼の弟カーム・バフシュ（Kam Bakhsh）の反乱を鎮圧するためデカン高原へと進軍し、グルは君主に同行した。
グル・ゴービンド・シングはバハードゥル・シャーがシルヒンドのワズィール・カーンに対して親密な態度を取る事を快く思っていなかった。彼はヒンゴーリーで君主と別れ、1708年7月にナーンデードに到着した。ナーンデードにおいて、グルはゴーダーヴァリ川河畔に宿営を張った。帝国軍の前将軍であったSaiyad Khanは彼の立場を辞任し、グルに会うためKangraからナーンデードまできた。
旅行中、グルはMadho Dasと呼ばれる「bairagi」 (隠者) に会った。彼はカールサーでGurbakhsh Singhとして活動を始めた。Gurbakhsh Singhは一般的にはバンダー・シングもしくはバンダー・バハードゥルとして知られており、グルが最も信頼の置く将軍となった。
ナーンデードにいる間、グルはSaiyad Khanの妹であり、SadhauraのPir Budhu Shahの妻であったNasiranからの手紙を受け取った。手紙で彼女はグルに対し、帝国軍がSadhauraを蹂躙し、Pir Budhu Shahがグル・ゴービンド・シングに対する忠誠を誓ったため、カーフィル (異端者)であるとして絞首刑に処したと知らせた。
グルは君主がワズィル・カーンのプロパガンダの餌食になったと認識し、彼の支持者全員を殺す計画を立てた。彼は君主に手紙を送り、Pir Budhu Shahの死に対する説明を求めた。君主からの返答はなかった。代わりにグルは君主が彼に対して戦いを起こすことを計画しているとの噂を聞いた。グルはバンダー・シングをカールサーの指揮官に任命し、パンジャーブに向けて進軍するよう指示した。

## 最後の日

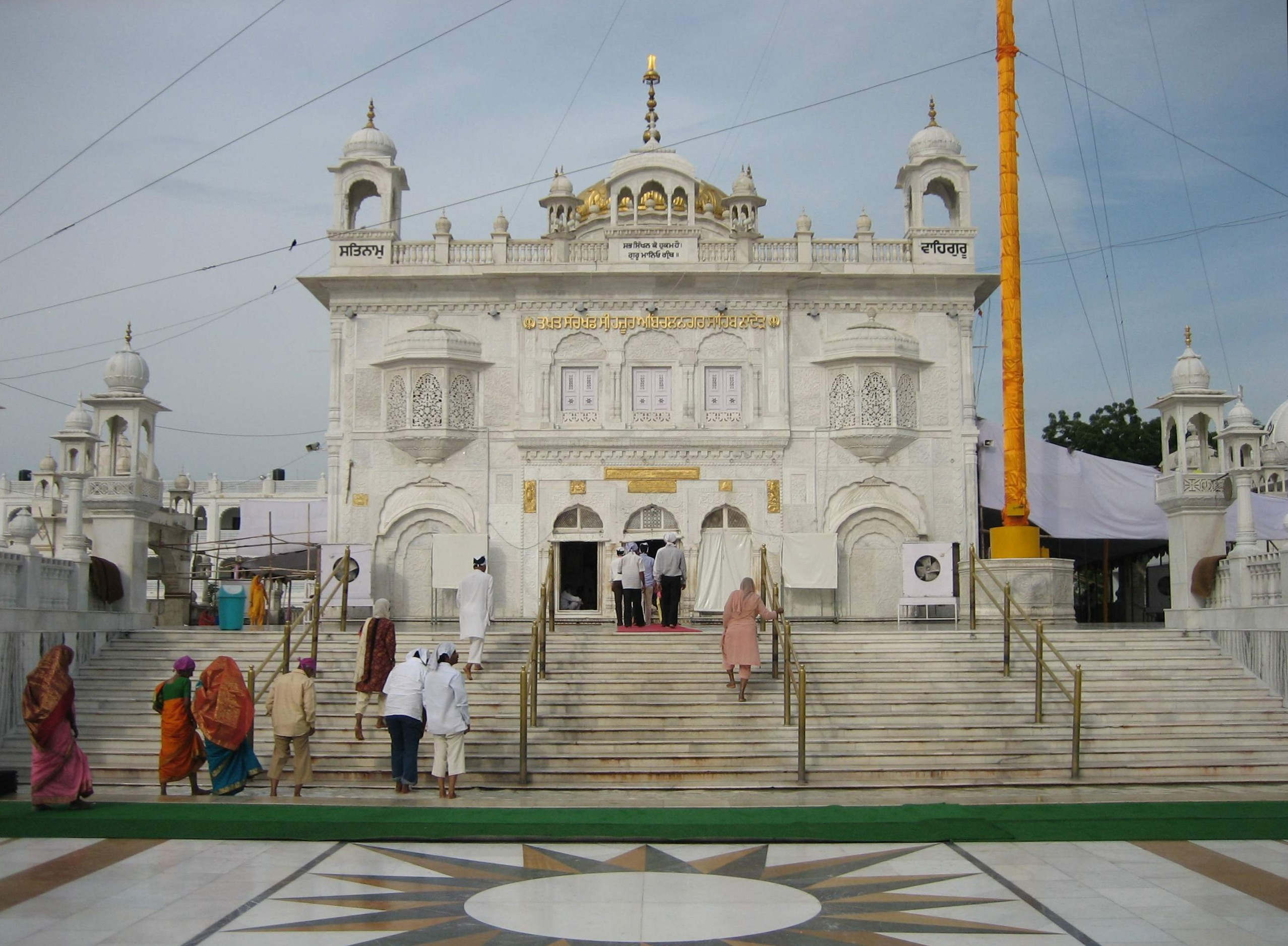
ナーンデードのハズール・サーヒブは1708年にグル・ゴービンド・シングが火葬された場所の上に建てられた。内部の僧坊は未だ「アンギタ・サーヒブ」と呼ばれている。

シルヒンドのナワーブであったワズィル・カーンはグル・ゴービンド・シングとバハードゥル・シャー1世の和解を快く思っていなかった。彼はJamshed Khanとワズィル・ベクという二人のパシュトゥーン人にグルを暗殺するよう命じた。二人はグルを密かに尾行し、ナーンデードで彼を攻撃する機会を得た
現代の作家Senapatiによる著書「Sri Gur Sobha」によれば、グルが夕方の祈りの後に僧坊で休んでいたところ、Jamshed Khanはグルの心臓下の左部分を刺した。グル・ゴービンド・シングは彼のタルワール (伝統的なシク教徒の曲刀)でJamshed Khanを殺した。これを受けて攻撃者の仲間は逃走を試みたが、騒動を聞きつけて駆け寄ってきたシク教徒たちに殺された。
Bahadur Shahにより派遣されたヨーロッパの外科医はグルの傷に対し縫合手術を行った。しかし、数日後極めて強い弓を引いたことで傷は再度開いて大量出血の原因となった。彼は死期が近いことを悟り、グル・グラント・サーヒブが次代のシク教グルであると宣言した。彼はその時自身で作曲した賛美歌を歌い上げた。
"Agya bhai Akal ki tabhi chalayo Panth Sabh Sikhan ko hukam hai Guru Maneyo Granth, Guru Granth Ji manyo pargat Guran ki deh Jo Prabhu ko milbo chahe khoj shabad mein le Raj karega Khalsa aqi rahei na koe Khwar hoe sabh milange bache sharan jo hoe."
訳:
不滅の存在の命において、カールサーは創られた。すべてのシク教徒がグラントを彼らのグルとして受け入れるよう言い含める。グル・グラントはグルたちが具現化した者であると考えよ。神に逢いたいと望むものは、その賛美歌に神を見ることができる。カールサーが支配しており、不浄な物は既になく、離れていたものは結びつき、すべての信者に加護があるだろう。
伝記によれば、グルは1708年10月7日、ナーンデードにおいて彼の愛馬であるDilbagh (別名: Neela Ghora) とともに実体を残して去った。これは彼の後継者をグル・グラント・サーヒブであると宣言する前の出来事であった。

### グル・ゴービンド・シングに関するムガル帝国の記録
グル・ゴービンド・シングはシク教徒たちに彼ら独自のシンボルを与えた - 伸ばした髪、ダスタール、鉄の腕輪、剣である。絶え間ない戦闘の後、地方のムスリムの民衆がシク教徒の反乱により断続的に攻撃された際に、ムガル帝国の君主アウラングゼーブからの支援を要求したワズィール・カーンに対し、地方君主同士で連合軍を結成した。ムスリムたちは戦いで勝利できなかった。
バハードゥル・シャー1世はグル・ゴービンド・シングに対して敬意を払い、しばしば彼の言葉を引用して彼を神の使いであると信じ、ワズィール・カーンの行動に対する調査を命じた。グル・ゴービンド・シングがワズィール・カーンに忠誠を誓う背教者により暗殺されたのはこの時期の出来事であった。